# إيمانول اتشيبيريا
إيمانول اتشيبيريا (بالإسبانية: Imanol Etxeberria) (27 مارس 1973 بموندراغون في إسبانيا - ) هو لاعب كرة قدم إسباني في مركز حراسة المرمى. لعب مع أتلتيك بيلباو ب وأتلتيك بيلباو ورايو فايكانو وكولتورال ليونيسا ونادي إيبار وSCD Durango ‏.

## روابط خارجية
- إيمانول اتشيبيريا على موقع قاعدة بيانات كرة القدم.إي يو (الإنجليزية)
- إيمانول اتشيبيريا على موقع عالم كرة القدم.نت (الإنجليزية)
- إيمانول اتشيبيريا على موقع أوليمبيديا (الإنجليزية)